# في الداخل أنا أرقص (فلم)
بالداخل أنا أرقص (بالإنجليزية: Inside I'm Dancing) وتم عرضه باسم "Rory O'Shea Was Here" هو فيلم أيرلندي تم إنتاجه في 2004 باسم "East is East" إخراج داميان أودونل وبطولة جيمس مكافوي، روملا غاري، ستيفن روبرتسون وبرندا فليكر. تدور احداث الفلم حول شابين معاقين يسعيان إلى الحصول على الاعتماد الجسدي والعاطفي على نفسيهما وعلى نظرة المجتمع المساوية لهم دون شفقة أو عطف سببه الإعاقة.

## وصلات خارجية
- مقالات تستعمل روابط فنية بلا صلة مع ويكي بيانات